# Thành phố của David

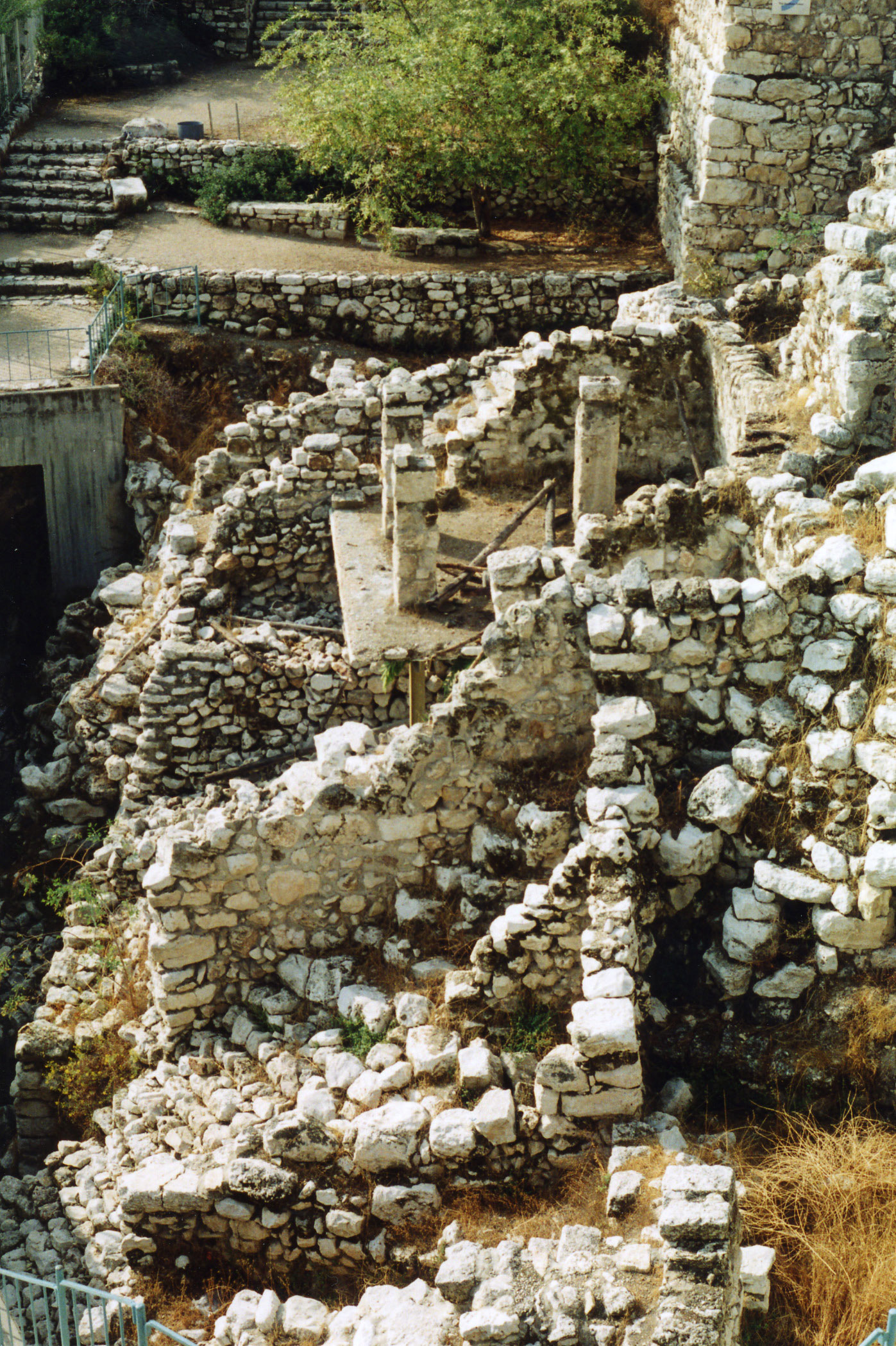
Phế tích

Thành phố của David (tiếng Hebrew: עיר דוד) là một khu vực khảo cổ và khu định cư Israel, nằm ở phía đông nam Thành phố cổ Jerusalem.